# لو مان

موقع لي مانس في فرنسا

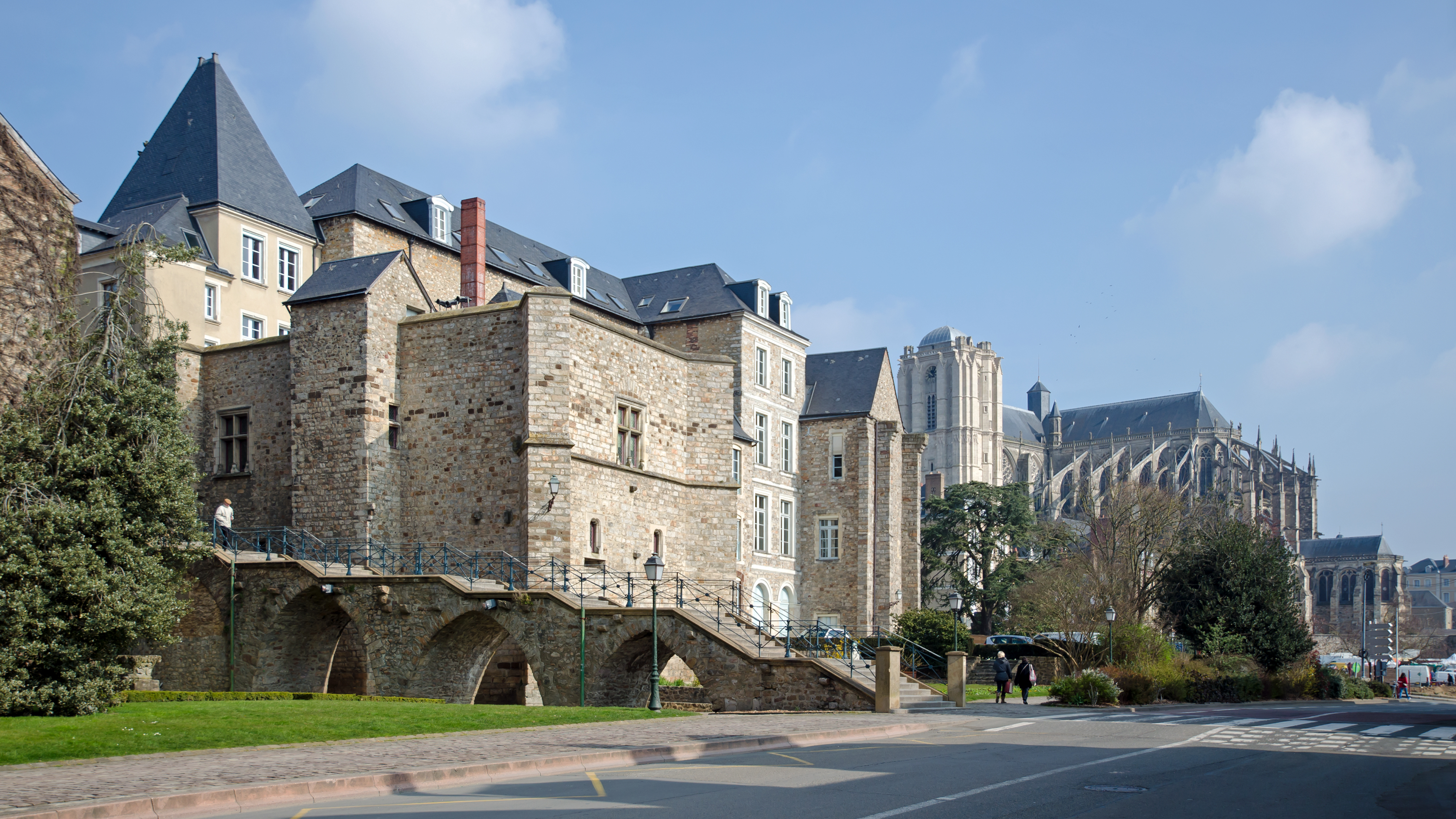
القصر الذي ولد فيه الملك هنري الثاني من إنكلترا في مدينة لو مان

لو مان (بالفرنسية: Le Mans، تنطق /ləmɑ̃/)‏ مدينة فرنسية تقع على نهر سارث، وهي عاصمة مقاطعة مين الفرنسية وهي أيضا مقر الرومان الكاثوليك في تلك المنطقة الفرنسية.
تسمى بالفرنسية بـ préfecture وتعني عاصمة، أي عاصمة منطقة ماين.

## التطور السكاني لمدينة لو مان
| تطور النمو الديموغرافي لو مان بين 1962 و 2005 |         |         |         |         |         |         |
| 1962                                          | 1968    | 1975    | 1982    | 1990    | 1999    | 2005    |
| 132,181                                       | 143,246 | 152,285 | 147,697 | 145,502 | 146,105 | 141,432 |

المصدر : http://www.insee.fr/fr/ffc/docs_ffc/psdc.htm

## مواليد مدينة لو مان
من أشهر مواليد مدينة لو مان:
- هنري الثاني، ملك إنجلترا. سنة 1133
- جو ويلفرد تسونجا، لاعب كرة مضرب فرنسي. 1985
- فرانسيسكو فايلون، رئيس وزراء فرنسا 1954
- سيباستيان بوردايس، سائق سباقات فرنسي 1979
- جيوفري في ديانجو، 1113

## التوأمة
- - بولتون، المملكة المتحدة
- - الحوزة، المغرب
- - باديربورن، ألمانيا - رسميا منذ 1967، وتقليديا منذ سنة 836، وهي أقدم شراكة من نوعها في أوروبا).
- - روستوف على نهر الدون، روسيا
- - سوزوكا، اليابان
- - فولوس، اليونان

## معرض صور

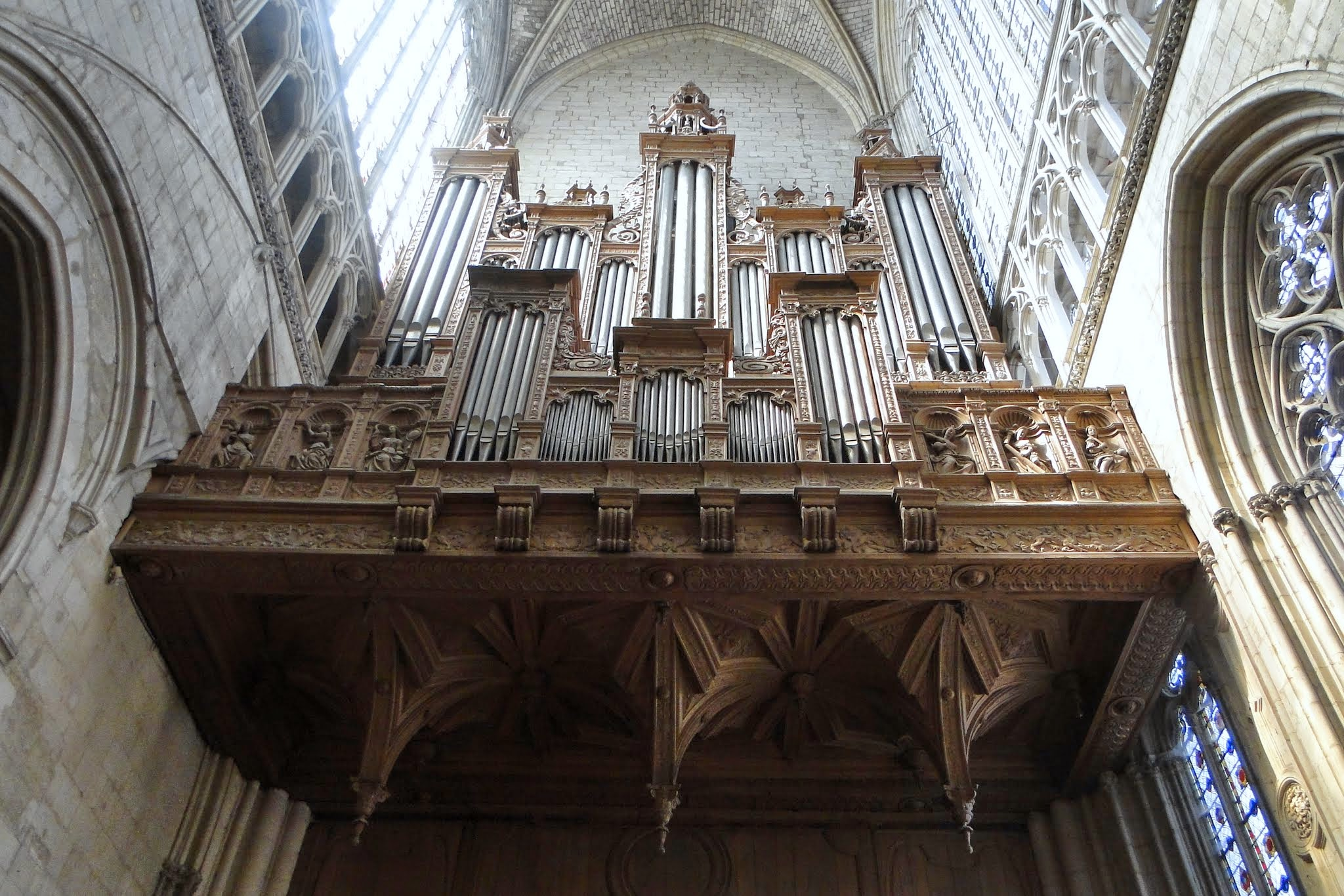
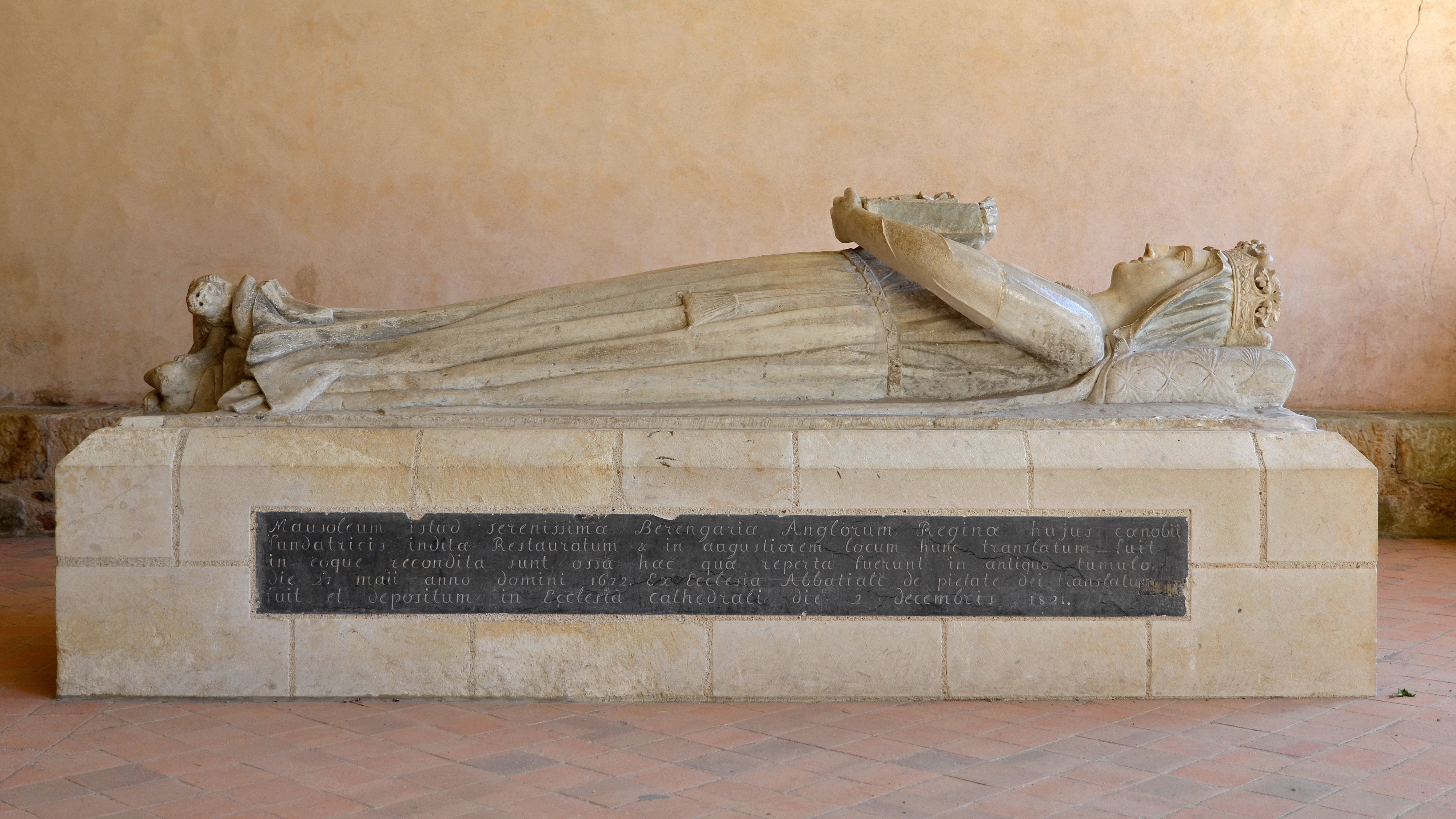
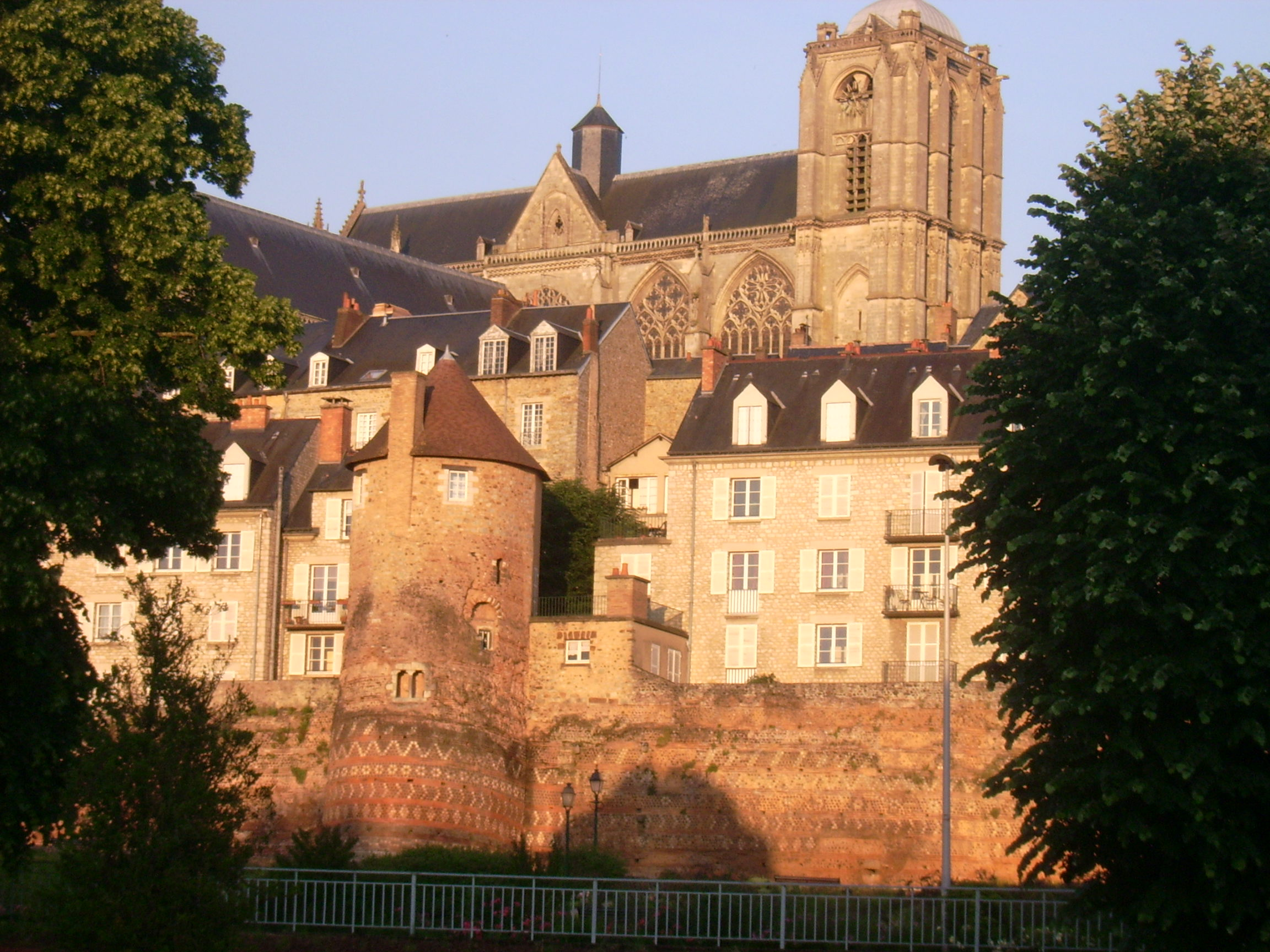
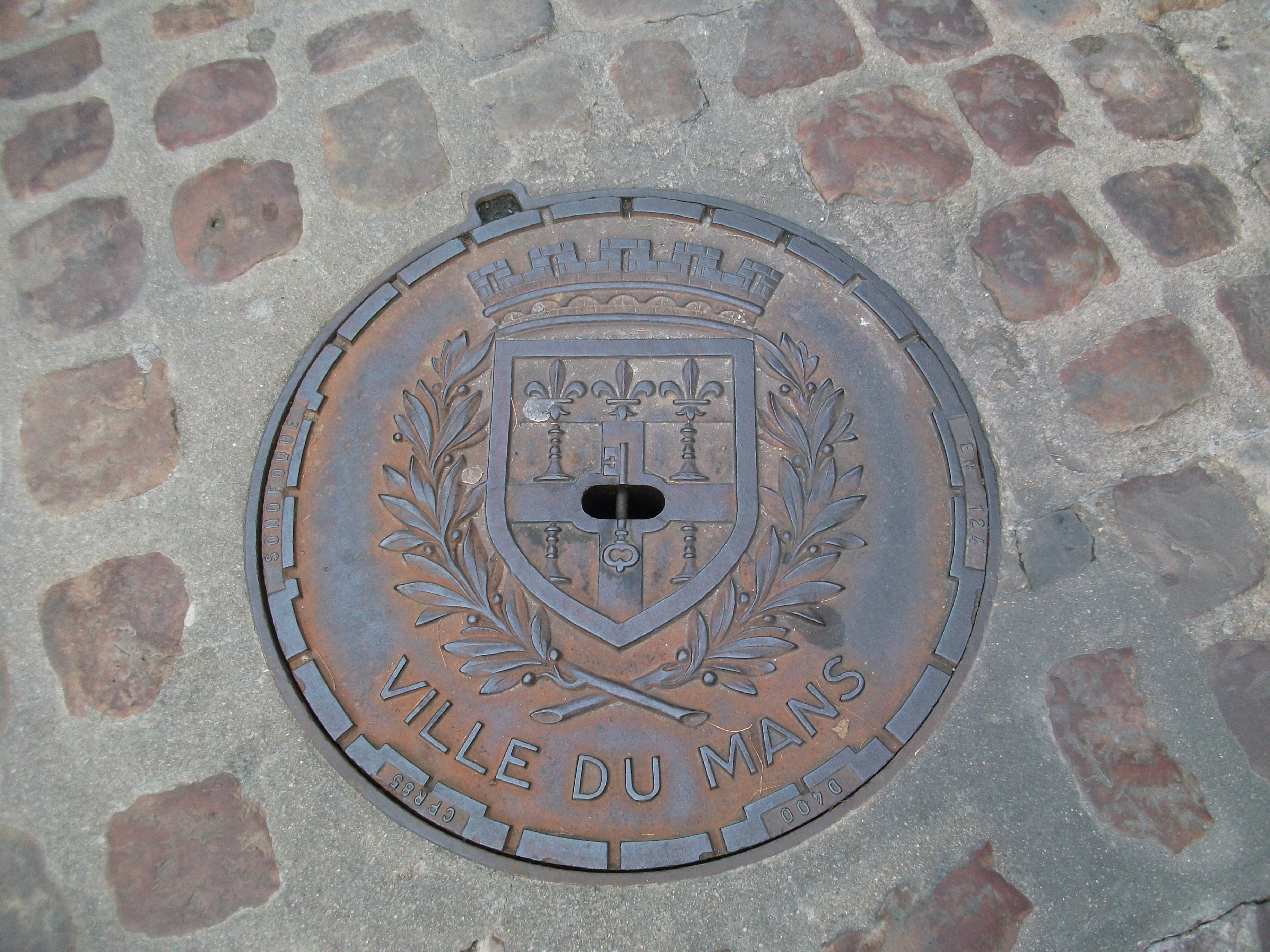
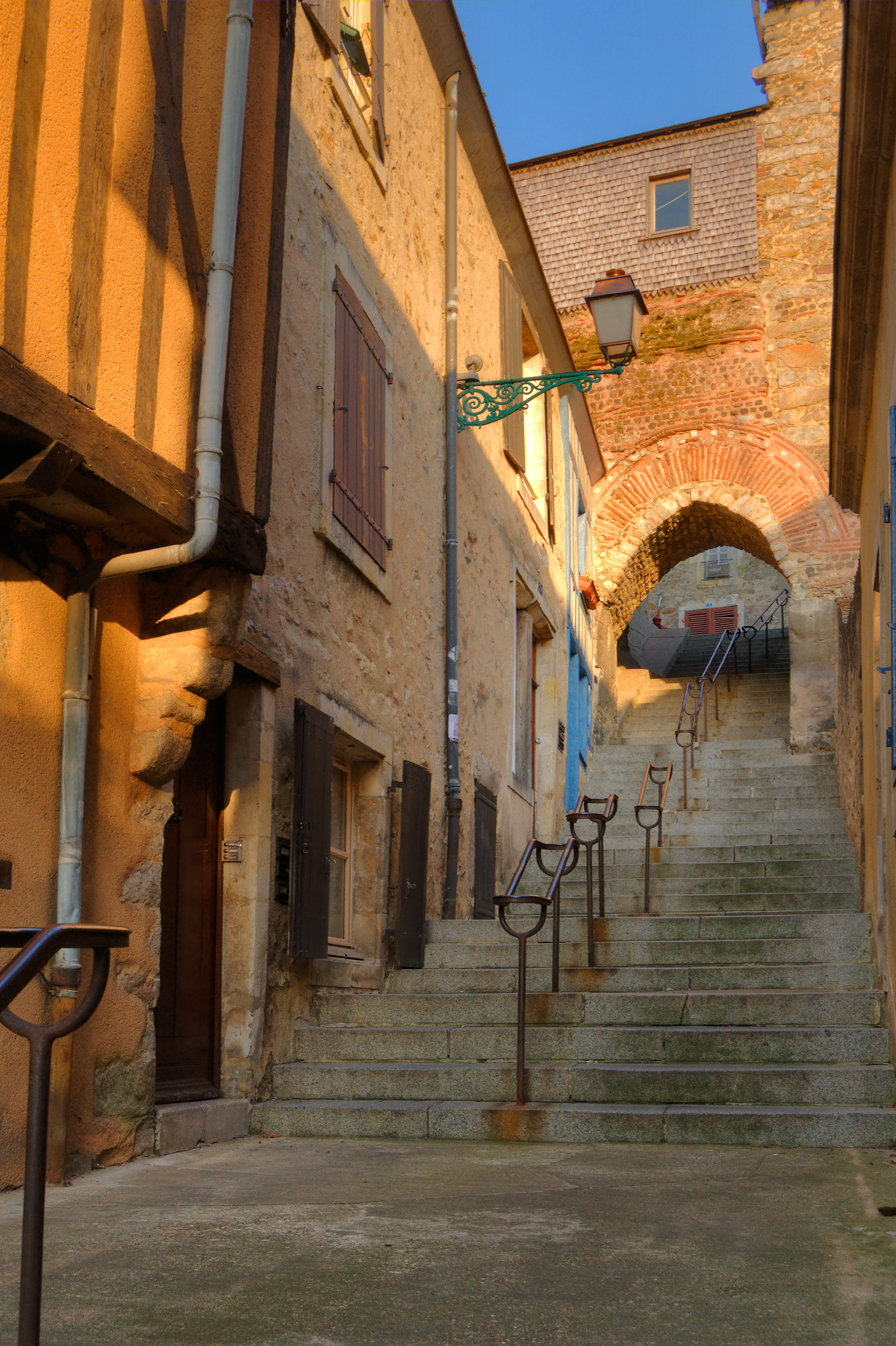
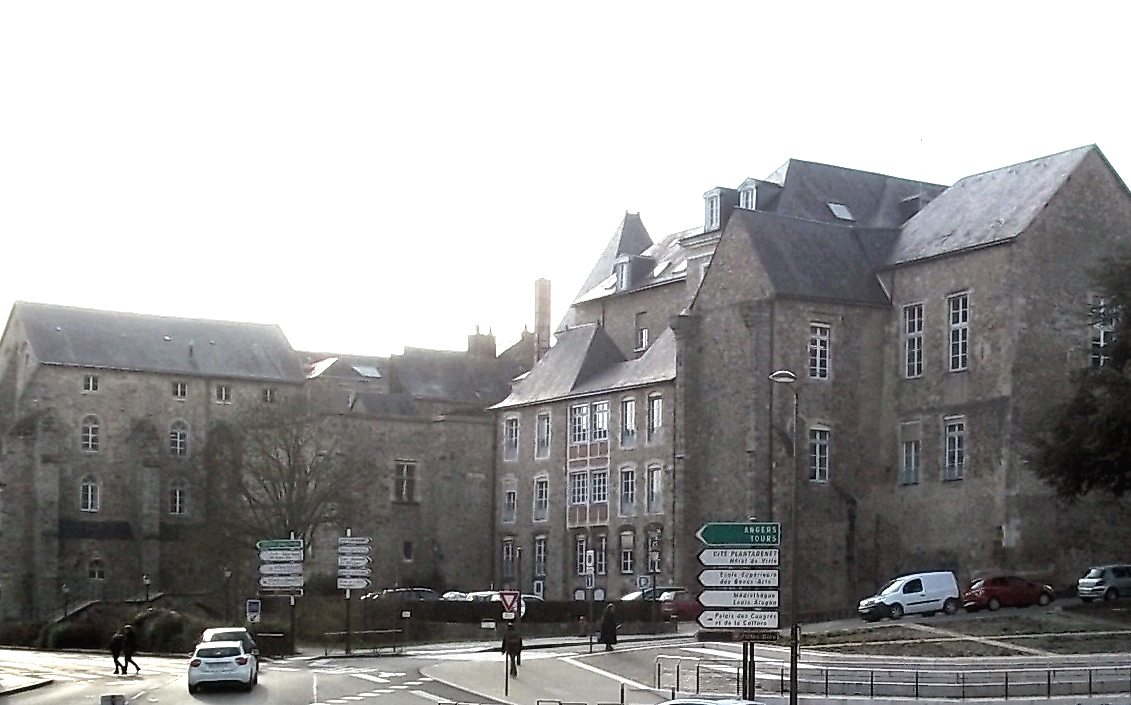

## أعلام
- جو ويلفرد تسونجا
- هنري الثاني ملك إنجلترا
- جان الثاني ملك فرنسا
- فرنسوا فيون
- جيرار سان
- جان باتيست بوفير

## وصلات خارجية
- التعداد السكاني في لو مان